# Nicht eine Stunde tut mir leid
Nicht eine Stunde tut mir leid ist das 43. Studioalbum des österreichischen Schlagersängers Freddy Quinn, das 1985 im Musiklabel Polydor auf Schallplatte (Nummer 827 754-1) und Compact Disc (Nummer 827 754-2) erschien. Das Album konnte sich nicht in den deutschen Albumcharts platzieren. Als Single wurde das gleichnamige Lied mit Was ich brauch’ als B-Seite veröffentlicht (Code: 883 384-7).

## Titelliste
Das Album beinhaltet folgende zwölf Titel:
- Seite 1

1. Was ich brauch’
2. Wir bleiben die Alten
3. Getrennte Wege
4. Allein mit mir
5. Der Weg zurück ist leicht, wenn man liebt
6. Am Ende der Zeit

- Seite 2

1. Nicht eine Stunde tut mir leid
2. Für uns beide
3. Dafür lebe ich
4. Glück
5. Was bleibt
6. Verliebt ins Risiko